# 루크 그린필드
루크 그린필드(Luke Greenfield, 1972년 2월 5일 ~ )는 미국의 영화 감독, 영화 프로듀서, 영화배우, 각본가이다.
맨해셋에서 태어났다.

## 영화
- 렛츠 비 캅스 (2014년)
- 러브 앤 프렌즈 (2011년)
- 사람 만들기 (2008년)
- 내겐 너무 아찔한 그녀 (2004년)
- 애니멀 (2001년)